# Crêpes Whaou!
Cet article concerne le 2e bateau du nom. Pour le 3e bateau du nom, voir Groupe GCA - Mille et un sourires. Pour l'entreprise, voir Crêpes Whaou.
Crêpes Whaou! est un voilier trimaran conçu pour la course au large, il fait partie de la classe Ocean Fifty.
Il porte les couleurs de Crêpes Whaou! de 2005 à 2010, de Maître Jacques de 2010 à 2014, de Ciela Village de 2015 à 2017 et de Drekan Groupe depuis 2017.

## Historique

### Crêpes Wahou!
Mis à l'eau en avril 2005 sous les couleurs de Crêpes Whaou!, le trimaran établit dès sa première saison le temps de référence de la catégorie Multi50 du Record SNSM et remporte le Défi Petit Navire.
En novembre, le multicoque skippé par Franck-Yves Escoffier et son fils Kévin prend le départ de la Transat Jacques Vabre et franchit en premier la ligne d'arrivée à Salvador de Bahia.
L'année suivante, il remporte le Trophée des Multicoques, le Défi Petit Navire, la Route du Rhum et établit un nouveau temps sur le Record SNSM.
En novembre 2007, le trimaran skippé par Franck-Yves Escoffier et Karine Fauconnier remporte de nouveau la Transat Jacques Vabre.
La saison suivante, le multicoque s'impose lors de la Transat Québec-Saint-Malo, le Trophée des Multicoques et le Trophée Malo.
En 2010, il monte sur la troisième marche du podium de Vendée-Saint Petersbourg, juste derrière son successeur.

### Maître Jacques
Le multicoque maintenant aux couleurs de Maitre Jacques est remis à l'eau quelques jours avant le départ de la Route du Rhum. Pour sa première transatlantique avec le trimaran, Loïc Fequet arrive à la troisième place à Pointe-à-Pitre.
Après un chantier qui a permis de l'alléger en l'équipant notamment d'un nouveau mât, le trimaran est remis à l'eau à Port la Forêt en avril 2011.
Skippé par Loïc Fequet et Loïc Escoffier, le voilier termine la Transat Jacques Vabre à la seconde place.
En 2012, le trimaran et son équipage établissent un nouveau temps record pour la liaison Cowes-Dinard.
Début 2013, le multicoque subit un grand chantier de rénovation au cours duquel il se voit notamment équiper d'un nouveau jeu de voiles et de nouvelles étraves.
Le voilier prend le départ de la Transat Jacques Vabre avec le même duo de skipper que pour l'édition précédente. Le 9 novembre 2013, la partie avant du flotteur tribord est arrachée, contraignant l'équipage à l'abandon,. L'étrave est retrouvée quelques mois plus tard au large de Port-la-Forêt. Début 2014, le trimaran reçoit une nouvelle paire de flotteurs.
En 2014, après avoir remporté le Record SNSM, le multicoque établit une nouvelle fois un temps record sur Cowes-Dinard.
Le 3 octobre 2014, alors qu'il vient de prendre le départ de la Route du Rhum, le bateau subit une avarie au niveau de l'un des flotteurs qui le pousse à l'abandon, il rejoint le port de l'Aber Wrac'h grâce à l'assistance de la vedette SNSM du petit port breton.

### Ciela Village

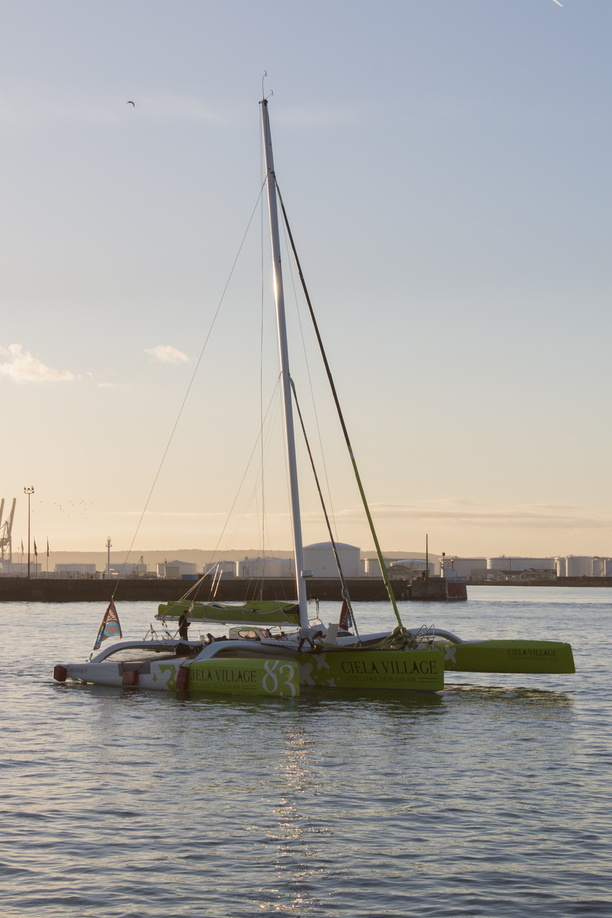
Ciela Village quitte le port du Havre pour prendre le départ de la Transat Jacques Vabre 2015.

En 2015, le bateau prend les couleurs de Ciela Village et reçoit deux nouveaux flotteurs issus des moules de FenêtréA.
Le multicoque prend le départ de la Transat Jacques Vabre entre les mains de Thierry Bouchard et Olivier Kraus. Après une escale technique à Mindelo, le trimaran décroche la seconde place à l'arrivée à Itajaí.

### Drekan Groupe
En 2017, le trimaran prend les couleurs de Drekan Groupe et prend le départ de la Transat Jacques Vabre. Le 8 novembre 2017, peu avant 22 heures, Eric Defert et Christopher Pratt chavirent à l’Est des Açores par un vent fort et une mer croisée. Ils sont récupérés le lendemain par un cargo.
En février 2019 le Multi 50 est localisé retourné en train de dériver aux abords de l'une plage de l'île d'Eleuthera aux Bahamas, 15 mois après son chavirage de l'autre côté de l'Atlantique.

## Palmarès

### 2005-2010:Crêpes Wahou!
- 2005:

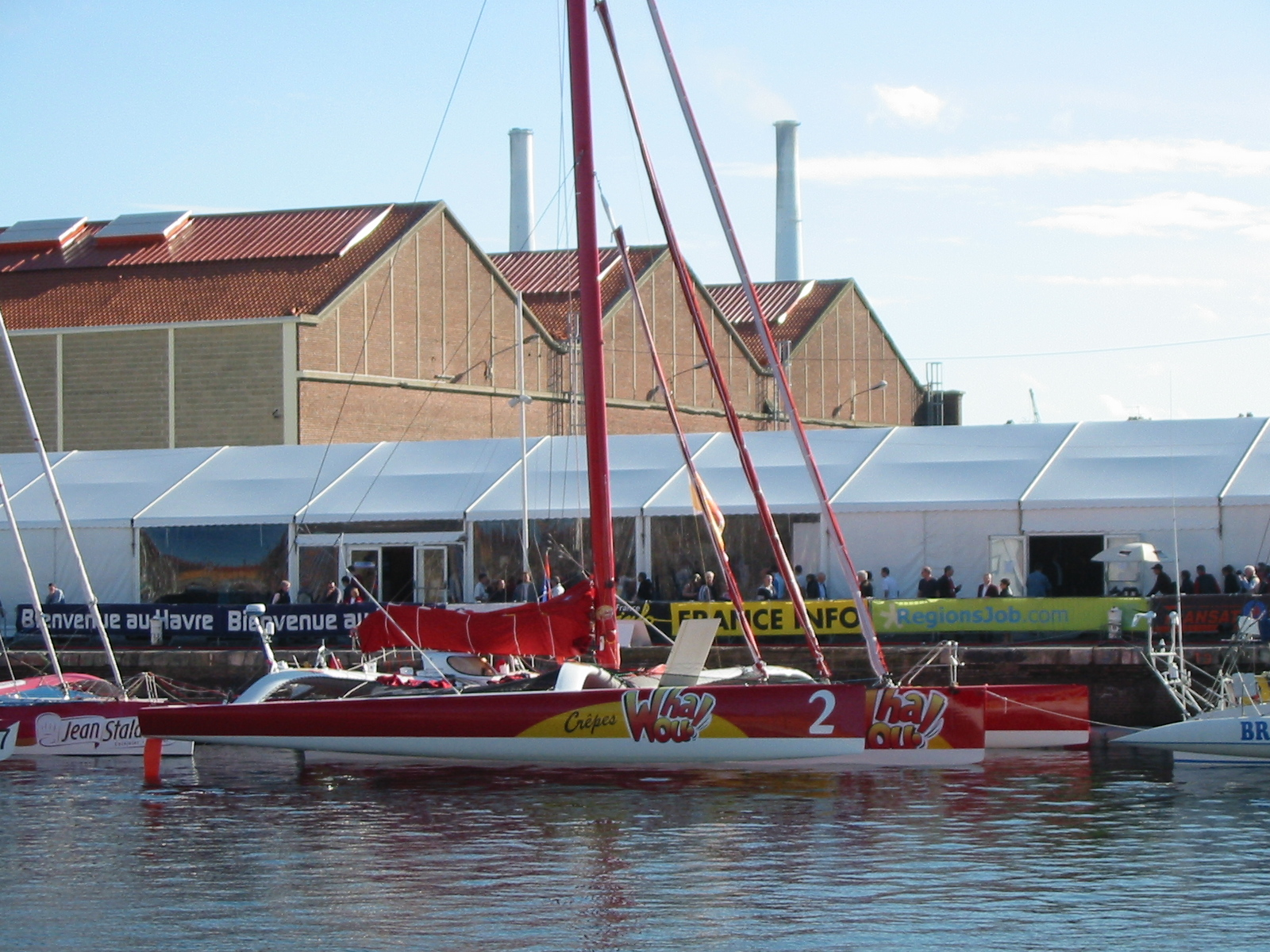
Crêpes Whaou! vu au Havre lors de la Transat Jacques Vabre 2005.

  - Temps de référence du Record SNSM
  - 1er du Défi Petit Navire
  - 1er de la Transat Jacques Vabre
- 2006:
  - 1er du Trophée des Multicoques
  - Temps de références du Record SNSM
  - 1er de la Route du Rhum
- 2007:
  - 1er du Trophée des Multicoques[33]
  - 1er de la Transat Jacques Vabre
- 2008:
  - 1er de la Transat Québec-Saint-Malo
  - 1er du Trophée des Multicoques
  - 1er du Trophée Malo
- 2010:
  - 3e de Vendée-Saint Petersbourg

### 2010-2014:Maître Jacques
- 2010:
  - 3e de la Route du Rhum
- 2011:
  - 4e du Tour de Belle-Île[34]
  - 1er Trophée du Port de Fécamp[35]
  - 2e de la Transat Jacques Vabre
- 2012:
  - 1er du Tour de Belle-Île[36]
  - 8e de l'Armen Race[37]
  - Record de Cowes-Dinard
  - 3e du Trophée Prince de Bretagne-Côtes d'Armor[38]
  - 2e du Trophée du Port de Fécamp[39]
- 2013:
  - 1er du Grand Prix Guyader[40]
  - 1er du Record SNSM[41]
  - 2e du Trophée Prince de Bretagne-Côtes d'Armor[42]
  - 2e du Trophée du Port de Fécamp[43]
- 2014:
  - 1er du Record SNSM
  - Record de Cowes-Dinard
  - 2e du Trophée Prince de Bretagne[44]

### 2015-2017:Ciela Village
- 2015:

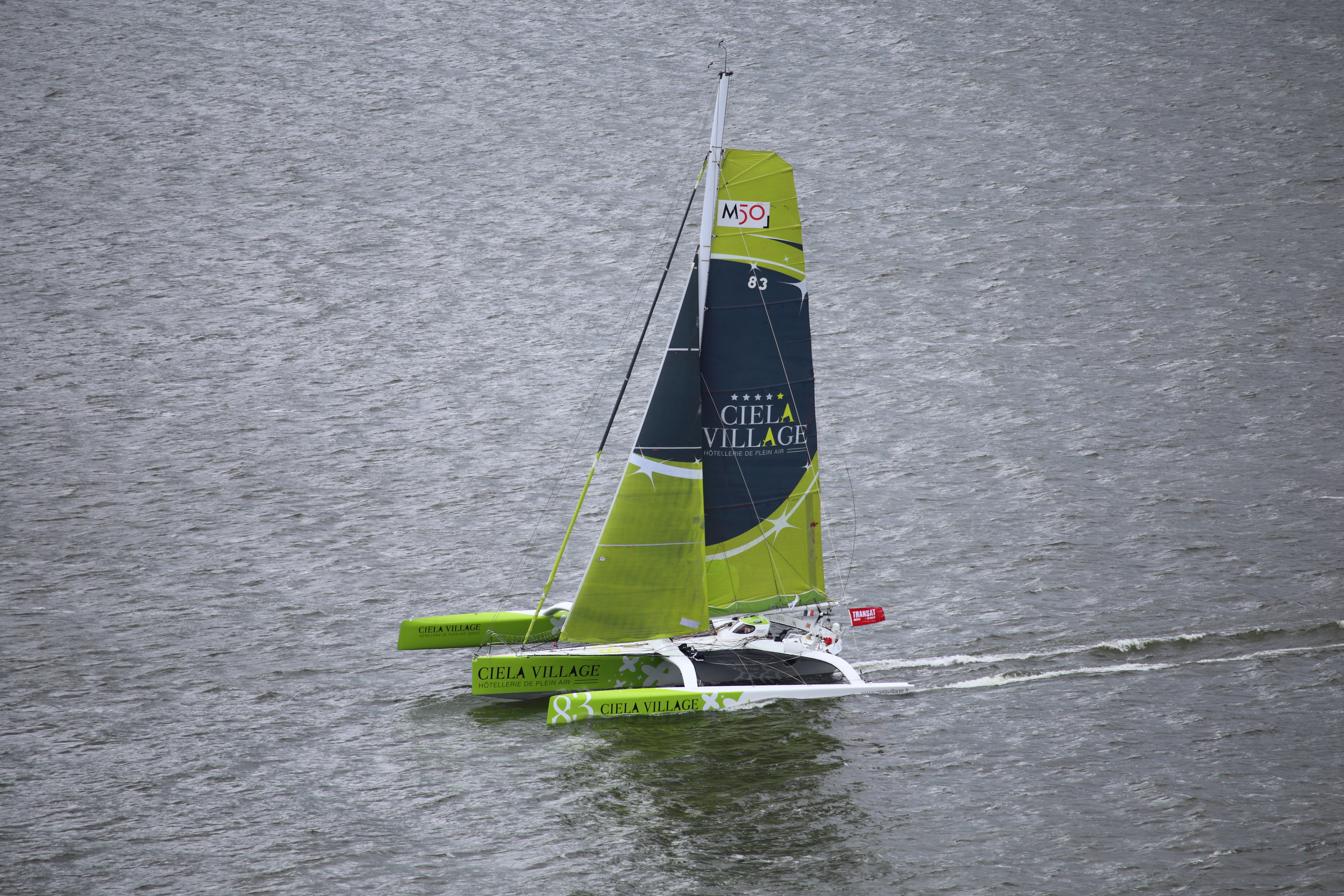
Ciela Village vu lors du départ de la Transat Québec-Saint-Malo en 2016.

  - 2e de la Transat Jacques Vabre
- 2016:
  - 2e de la Transat Québec-Saint-Malo[45]

### 2017:Drekan Groupe
- 6e du Tour de Belle-Île[46]
- 4e du Grand Prix Guyader[47]